# Radio Nacional Ushuaia e Islas Malvinas
Radio Nacional Ushuaia e Islas Malvinas es una emisora de radio argentina que transmite desde la ciudad de Ushuaia, Provincia de Tierra del Fuego, Antártida e Islas del Atlántico Sur. La estación AM de la radio (780 kHz) retransmite toda la programación de Radio Nacional Buenos Aires (cabecera de Radio Nacional Argentina), mientras que la emisora en FM comparte parte de la programación de la cabecera y emite algunos programas de producción propia, que se emite desde las 7:00am hasta las 11:30pm.

## Historia
La estación radial inició sus transmisiones regulares el 10 de agosto de 1961. La radio comenzó a transmitir por iniciativa del gobernador territorial Ernesto Manuel Campos. En ese momento Ushuaia contaba con alrededor de 3000 habitantes. La radio funcionó hasta 1963 en una habitación de la Ex Casa de Gobierno de Tierra del Fuego, detrás del despacho del gobernador, contando con solo tres personas. La radio en sus inicios incluso transmitía para la Antártida y contó con la visita de Los locos de la azotea. El gobernador Campos buscaba que la isla Grande pudiera escuchar la radio argentina, como también así el territorio antártico. Antes de pasar a su localización actual, sobre la calle San Martín en el centro de la ciudad, la radio se emitió desde el edificio de la Galería Albatros.
En el mes de septiembre de 1964, la Secretaría de Comunicaciones (a través de una disposición) cambia la denominación de LRA 10 Radio Nacional Ushuaia a LRA 10 Radio Nacional Ushuaia e islas Malvinas.

## Imágenes

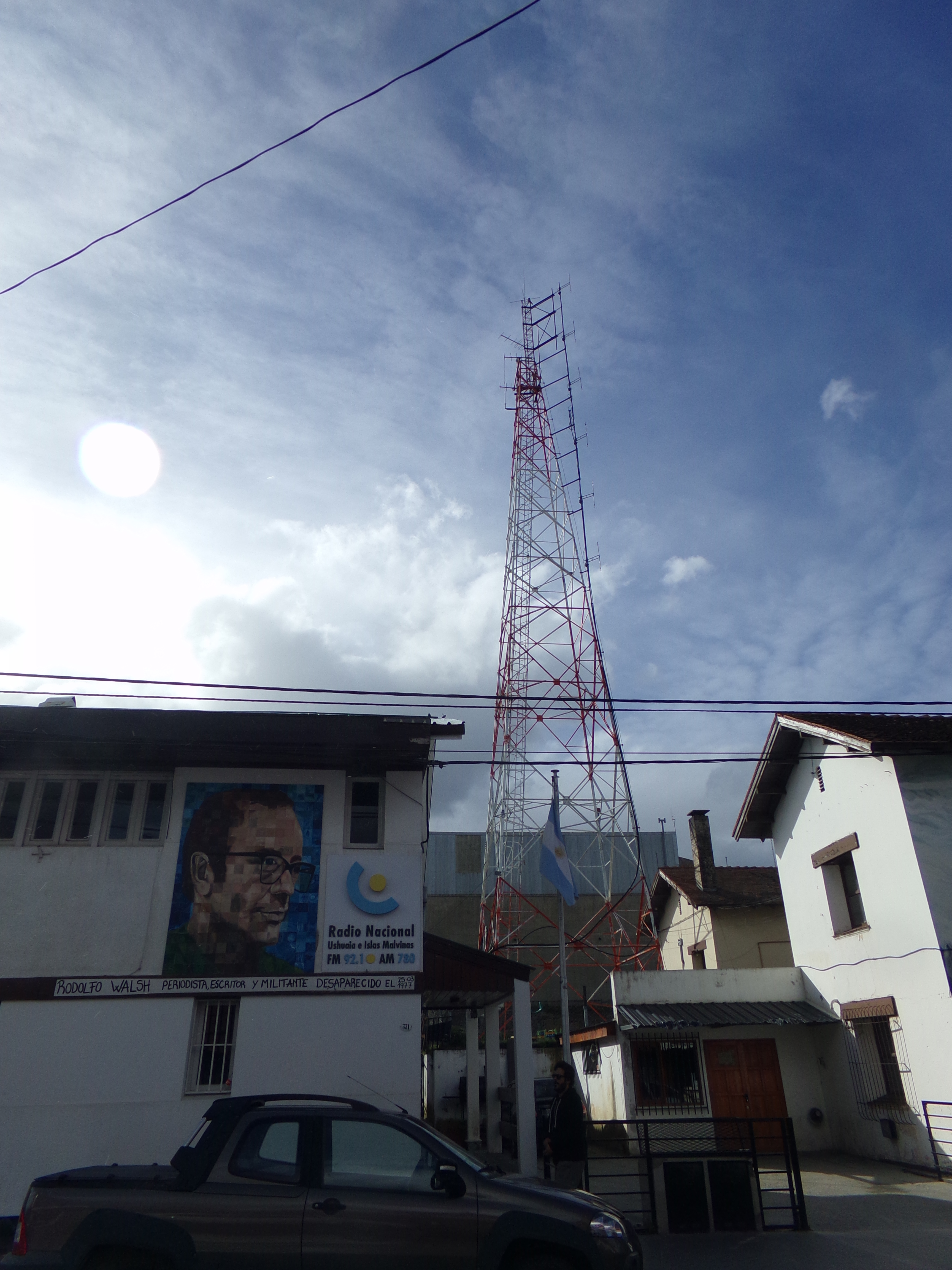
Estudios de la Radio y Planta Transmisora de la FM
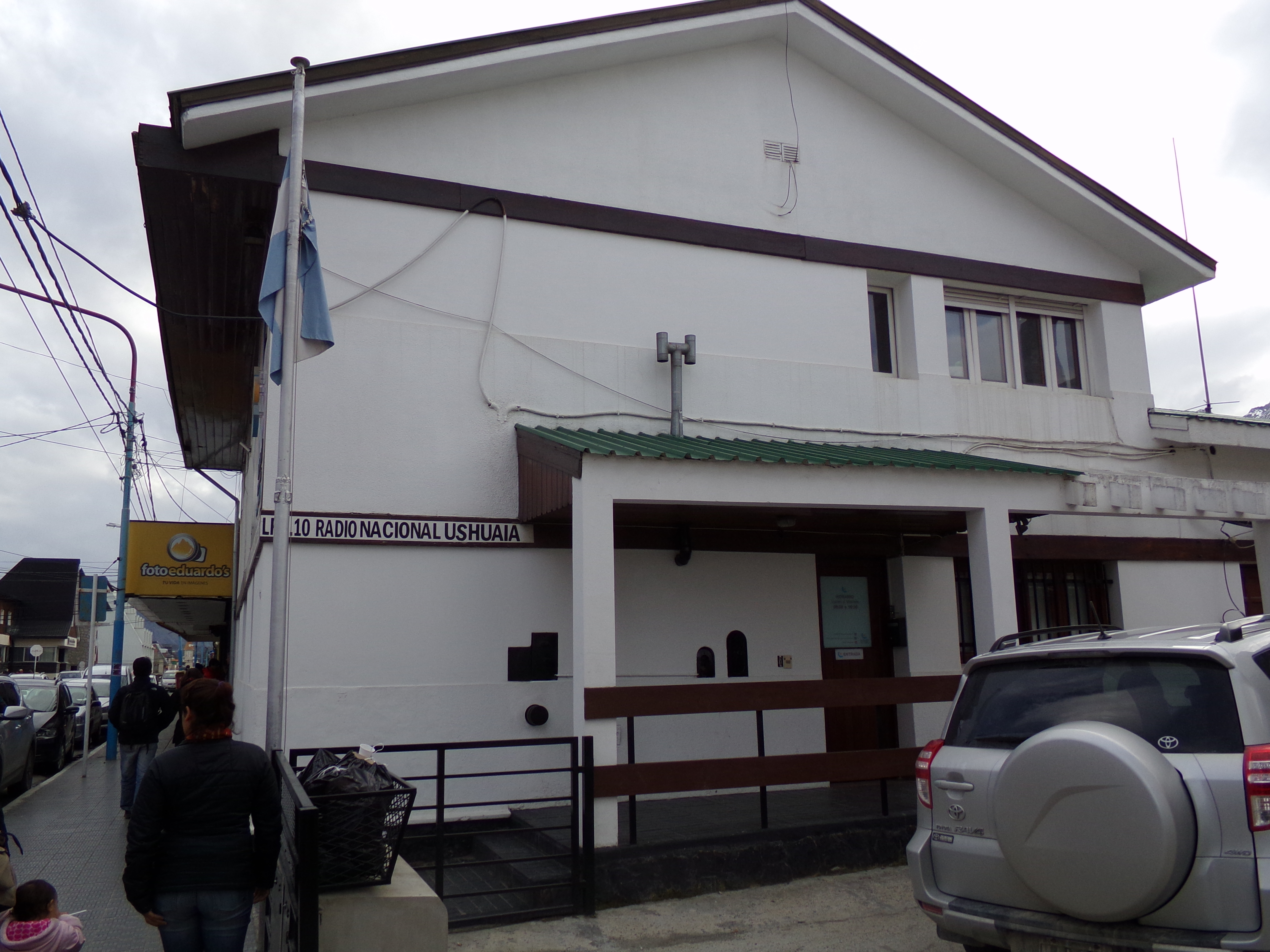
Estudios de la Radio
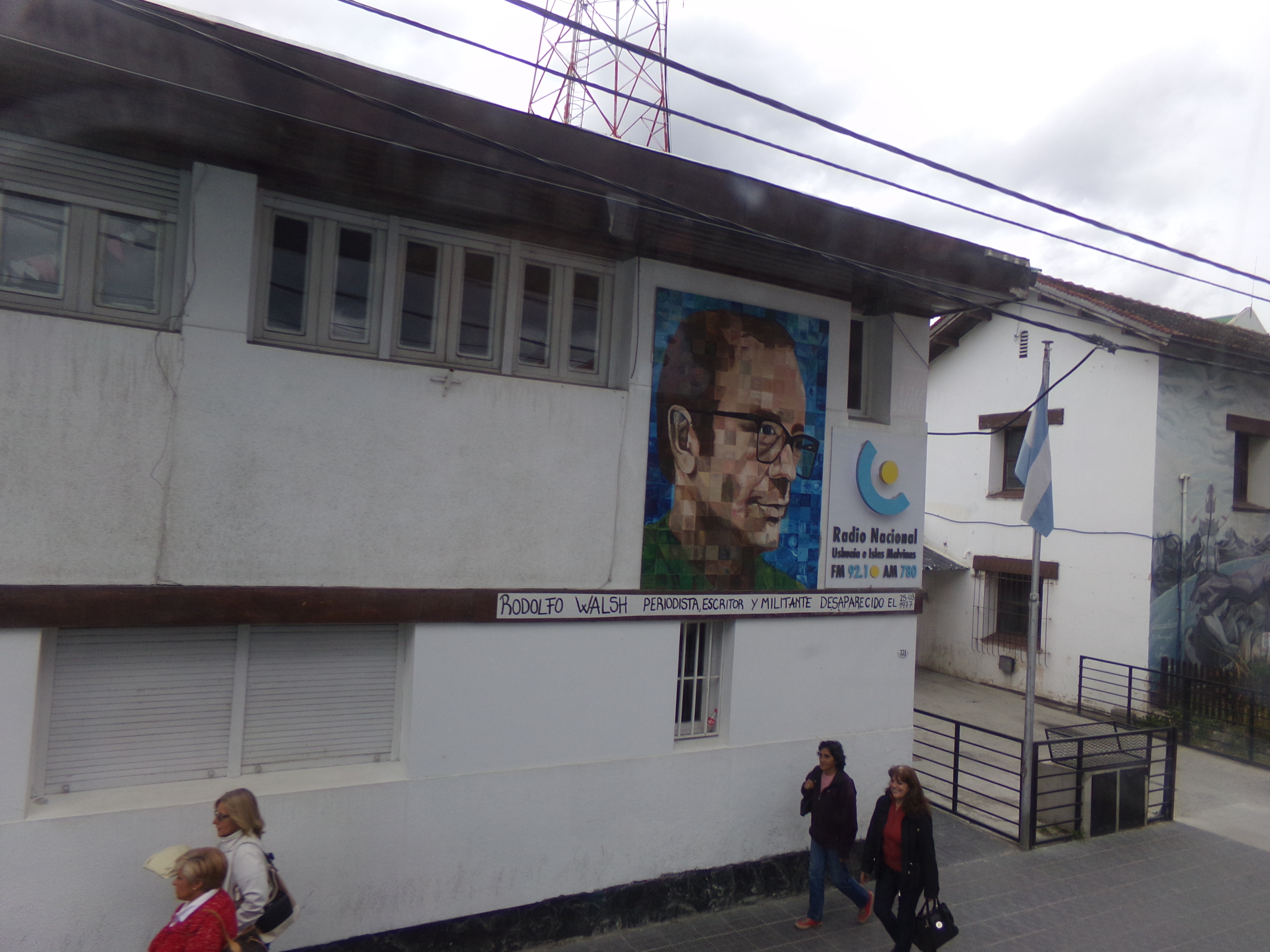
Estudios de la Radio
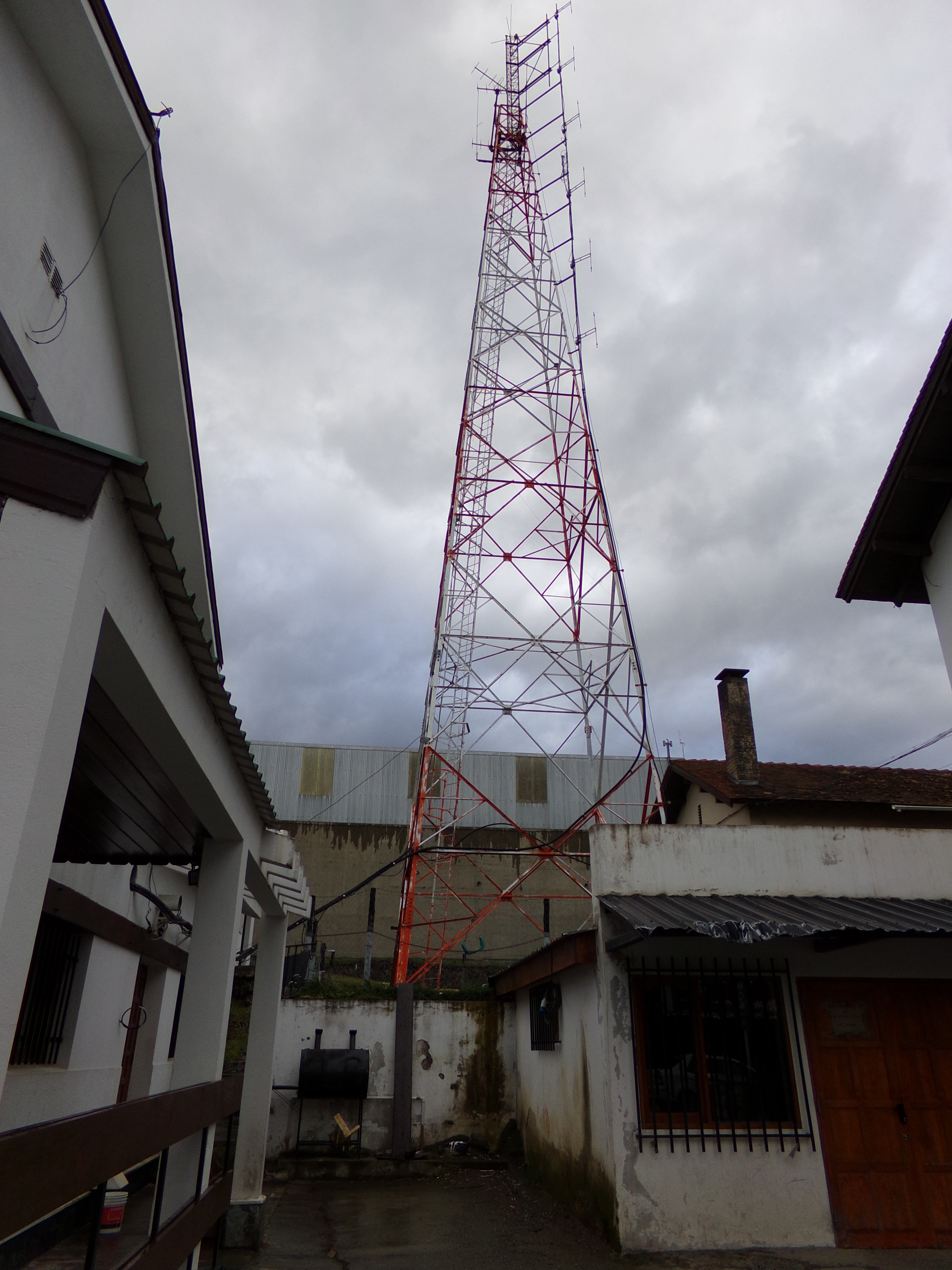
Planta Transmisora de la FM